# 定武军
定武军是清朝的首支新軍，亦是中國歷史上第一支現代化訓練的軍隊，其由袁世凱親自在天津小站鎮操練，史稱小站练兵，並為後來主導中國政局幾十年的北洋軍前身。

## 簡介
定武军的创建是在1894年12月，甲午战争败於日軍後，慈禧派胡燏棻到天津马厂编练新军，后移天津小站，共编十个营4700余人，并聘请德軍教官，名为「定武军」，这也是小站练兵的序幕。
1895年10月，胡燏棻調職，袁世凯接管定武军，改称“新建陆军”，扩充到7000余人，参照德国陸军制度进行编制，并分立警、步、騎、砲、工、辎等兵科。王士珍、段祺瑞、冯国璋、曹锟、张勋、何宗蓮等知名將領都曾在此新军中任职，或由此发迹。1898年10月，“新建陆军”改为“武卫右军”，直接受直隶总督兼北洋大臣荣禄节制。
當時為「軍務督辦」，加銜東宮少保（即太子少保）的袁世凱，嚴於軍紀，嚴禁吸毒，曾親手斬殺一名吸食鴉片的軍官，軍中大治。
袁極善籠絡人心，他不像舊式將領般依賴幕僚處理軍務，反而事必躬親，親自監督發餉，避免貪污舞弊，重視軍備、後勤、福利、軍紀等細節，士兵均非常愛戴感念。但他同時亦喜好個人崇拜，特別強調「事事以本督辦為心」，更濫用洗腦手段將軍隊私兵化，成為日後政治軍事化、軍閥割據的濫觴。據說其麾下軍官每日操課前後都有「三問」，一問「我們喫誰家的飯？」士兵齊答「袁宮保的飯！」；二問「我們穿誰家的衣？」齊答「袁宮保的衣！」三問「那我們為誰家死，為誰家出力？」齊答「為袁宮保死，為袁宮保出力！」眾北洋官兵皆將袁視為衣食父母，敬若神明，竟達到了只有袁宮保、不知大清國，甚至於營內為袁供奉長生牌位的程度。